# Anteos
Anteos (лат.) — американский род чешуекрылых из семейства белянок (Pieridae) и подсемейства Coliadinae.

## Систематика
В состав рода входят:
- Anteos clorinde (Godart, 1824) — от Мексики до Венесуэлы, Боливия, Парагвай, Восточная Бразилия
- Anteos maerula (Fabricius, 1775) — дальний юг Соединённых Штатов, от Мексики до Колумбии, Перу и Куба
- Anteos menippe (Hübner, 1818) — тропики Южной и Центральной Америки